# علی فیض آتشی
علی فیض آتشی (انگلیسی: Ali Faidh Itshi؛ زادهٔ ۲۴ دسامبر ۱۹۹۶) یک بازیکن فوتبال اهل قطر است.